# Имбитува
Имбитува (порт. Imbituva) — муниципалитет в Бразилии, входит в штат Парана. Составная часть мезорегиона Юго-восток штата Парана. Входит в экономико-статистический микрорегион Прудентополис. Население составляет 27 044 человека на 2007 год. Занимает площадь 758,479 км². Плотность населения — 38,24 чел./км².
Праздник города — 3 мая.

## История
Город основан в 1871 году.

## Статистика
- Валовой внутренний продукт на 2003 год составляет 188 220 936,00 реалов (данные: Бразильский институт географии и статистики).
- Валовой внутренний продукт на душу населения на 2005 год составляет 6484,00 реалов (данные: Бразильский институт географии и статистики).
- Индекс развития человеческого потенциала на 2000 год составляет 0,727 (данные: Программа развития ООН).